# Proiezione (chimica)
In chimica la proiezione  (o formula proiettiva) è un modo di rappresentazione bidimensionale della struttura tridimensionale di una molecola. Riveste una notevole importanza per quanto riguarda la rappresentazione degli isomeri. In particolare, per ogni tipo di isomeria si utilizza uno specifico tipo di proiezione che si presta particolarmente per distinguere i diversi tipi di isomeri.

## Tipi di proiezione
- Proiezione a cavalletto (isomeria conformazionale in molecole lineari);
- Proiezione conformazionale (isomeria conformazionale in molecole cicliche);
- Proiezione di Fischer (isomeria strutturale in molecole lineari);
- Proiezione di Haworth (anomeria, nei carboidrati);
- Proiezione di Natta (o a zig-zag) (tatticità nei polimeri);
- Proiezione di Newman (isomeria conformazionale in molecole lineari).

Proiezione a cavalletto del butano
Proiezione di Fischer della D-gliceraldeide
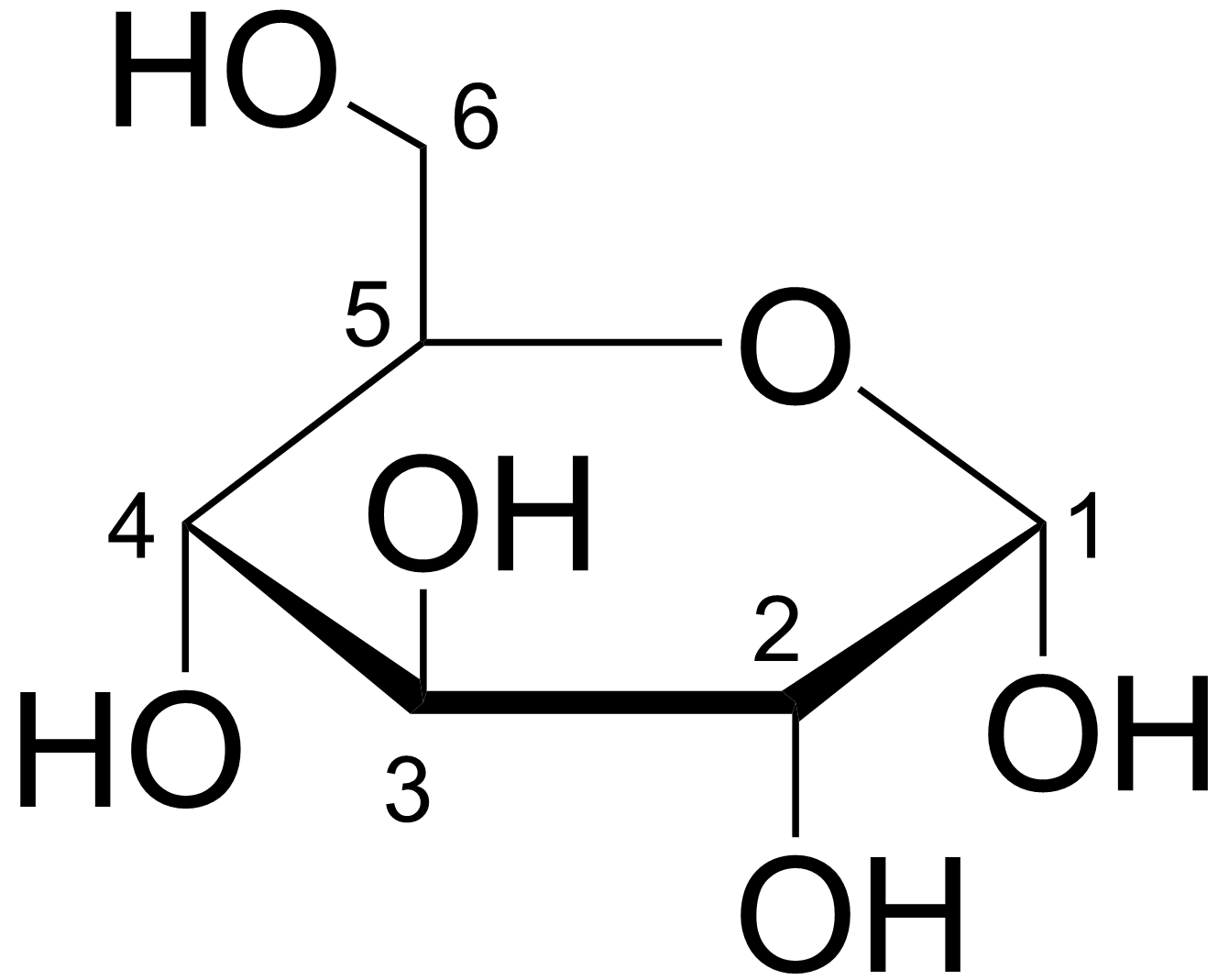
Proiezione di Haworth dell'α-D-glucopiranosio
Proiezione di Natta di un polimero isotattico
Proiezione di Newman del conformero gauche del butano